# Эпштейн, Джошуа
Джошуа Эпштейн (нем. Joshua Epstein; род. 14 ноября 1940, Тель-Авив, Палестина, ныне Израиль) — израильско-германский скрипач.

## Биография
С восьмилетнего возраста учился игре на скрипке у известного израильского педагога Ярива Эзрахи, в юности брал также уроки теории у композитора Пауля Бен-Хаима.
В 1958 году поступил в Иерусалимский университет на отделение математической физики, но уже через год вернулся к музыкальной карьере и в 1959—1961 годах учился в Брюссельской консерватории у Артюра Грюмьо, а затем в течение нескольких лет совершенствовал своё мастерство под руководством Андре Гертлера.
В 1966 году последовал за Гертлером в качестве ассистента в Ганноверскую Высшую школу музыки и с тех пор живёт и работает в Германии. В 1965 году был удостоен второй премии на первом Международном конкурсе скрипачей имени Сибелиуса в Хельсинки.
Записал, в частности, сонаты и партиты для скрипки соло Иоганна Себастьяна Баха, 24 каприса Николо Паганини. В 1972—1978 годах — первая скрипка «Бартольди-квартета», осуществившего запись струнных квартетов своего патрона, Феликса Мендельсона.
В 1974—1978 годах — профессор Вюрцбургской Высшей школы музыки, с 1978 года профессор Саарской Высшей школы музыки. Среди его учеников, в частности, Неманья Радулович.